# Partij voor Naastenliefde, Vrijheid en Diversiteit
De Partij voor Naastenliefde, Vrijheid & Diversiteit (PNVD) is een voormalige Nederlandse politieke partij. De partij wilde aan de Tweede Kamerverkiezingen van 2006 meedoen, maar op 9 oktober 2006 werd bekendgemaakt dat de partij niet voldoende ondersteuningsverklaringen had verzameld. Omdat men in 2010 wederom niet voldoende handtekeningen wist te verzamelen, werd de partij opgeheven.
De partij omschrijft zichzelf als een 'humaan-liberale' partij. Uitgangspunt is dat de overheid slechts basisvoorzieningen regelt en voorkomt dat individuen op door hen ongewenste wijze te maken krijgen met anderen die in hun wereld treden.
Omdat vaak verondersteld werd dat de legalisatie van pedoseksuele contacten het belangrijkste streefdoel van de partij was, werd deze in de volksmond en in de media ook wel 'pedo(fielen)partij' genoemd.

## Partijpunten

### 2020-2022
Blijkens haar partijprogramma wilde de partij onder meer privébezit van kinderpornografie laten toestaan, de legalisering van bestialiteit en necrofilie, een onvoorwaardelijk basisinkomen van 1000 euro per maand, en afschaffing van de leerplicht.
In 2022 werd de partij opgeheven.

### 2006-2010
De PNVD is opgericht in 2006.
De partij pleitte voor legalisatie van seks tussen volwassenen en kinderen vanaf 12 jaar (sinds 2002 is dat vanaf 16 jaar, daarvoor gold het klachtvereiste). Tevens pleitte zij voor legalisatie van soft- en harddrugs en naaktloperij. Ook wilde de PNVD dat de grens voor meerderjarigheid wordt verlaagd naar 16 jaar, iedereen van 12 jaar en ouder stemrecht heeft, en dat de legale leeftijd om te gokken lager wordt gesteld. Hiernaast pleitte de partij voor meer inspraak van burgers: onder meer door een 'referendum op volksinitiatief' vanaf 100.000 handtekeningen, plus verkiezingen voor de publieke omroepen en alle organisaties die niet oproepen tot geweld toe te staan. De partij wilde een compleet seculiere staat en onderwijs, de verwijdering van het huwelijk uit de wet en een algeheel verbod op moord, dus ook op dieren.
De partij wilde een verbod op dierproeven en op vlees- en visconsumptie door mensen, en wilde dat nucleaire wapens worden afgeschaft. De PNVD was ook voor een strengere regelgeving, en was bijvoorbeeld tegen gedoogbeleid, de verjaringstermijn op misdaden, vuurwapenbezit thuis, en wilde rijden onder invloed zwaarder bestraffen. Ook wilde de partij minder gezag afstaan aan de Europese Unie en uit de NAVO stappen.
De mogelijk negatieve effecten van de verlaging van leeftijdsgrenzen wilde de partij tegengaan met onder meer uitgebreider onderwijs en betere voorlichting.
De partijpunten van PNVD veroorzaakten veel ophef.

## Bestuur

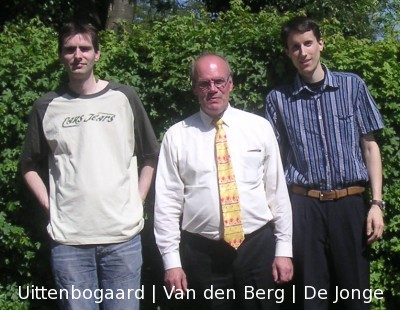
Voormalige (2006-2010) bestuur van de PNVD

Het bestuur van de partij bestaat uit voorzitter Nelson Maatman, en secretaris-penningmeester Norbert de Jonge. Van 2006 tot en met 2010 bestond het uit voorzitter Marthijn Uittenbogaard, Ad van den Berg als penningmeester, en Norbert de Jonge als secretaris. Laatstgenoemde werd door het universiteitsbestuur verwijderd van de opleiding orthopedagogiek aan de Radboud Universiteit Nijmegen omdat hij zichzelf bekend had gemaakt als pedofiel. Van den Berg was tot 2011 ook enige tijd voorzitter van de in 2014 verboden Vereniging MARTIJN.

## Partijnaam
Aanvankelijk heette de partij NVD, maar de rechter in Den Haag heeft in een kort geding bepaald dat de partij die afkorting niet langer mocht gebruiken. Het kort geding was aangespannen door het beveiligingsbedrijf NVD uit Haarlem, dat sinds de oprichting van de politieke partij onbedoeld geassocieerd werd met pedofilie. De partij ging sindsdien verder onder de afkorting PNVD.

## Acties tegen de PNVD
Vele sites waren begonnen met het verzamelen van handtekeningen om de PNVD een halt toe te roepen. De nationalistische politieke partij de Nationale Alliantie startte een burgerinitiatief om een verbod van deze partij op de agenda van de Tweede Kamer te krijgen.
Stichting Soelaas en anderen eisten via een kort geding een verbod tegen de PNVD, maar dat werd op 17 juli 2006 door de rechter verworpen. "Zij willen slechts uiting geven aan hun morele bezorgdheid. Dat is bij lange na niet voldoende om een partij te verbieden", aldus de voorzieningenrechter.
De PvdA wilde bekijken of het toch mogelijk was om een verbod op de partij te bewerkstelligen, op 24 juli spraken de Tweede Kamerleden Khadija Arib en Niesco Dubbelboer hun zorgen over de partij uit.

## Bedreigingen
De Partij voor Naastenliefde, Vrijheid & Diversiteit had geen partijbureau, maar was gehuisvest in een woonhuis te Leiden. Penningmeester Van den Berg verbleef oorspronkelijk op een camping vanwaaruit hij de media te woord stond. Op 6 juni 2006 meldde het ANP dat Ad van den Berg werd bedreigd. Van den Berg besloot uiteindelijk de camping te verlaten en terug te gaan naar zijn woning in Haarlem. Hij had al eerder gezegd rekening te houden met bedreigingen en mogelijk lichamelijk geweld.

## Voetnoten
1. 1 2 3  Oprichters blazen pedopartij PnvD nieuw leven in, FOK.nl, 11 augustus 2020
2. ↑  KVK 28110834, KVK 80027695
3. 1 2  Quekel, Sebastiaan, "Einde omstreden 'pedopartij' PNVD na arrestatie oprichter Nelson M. in Mexico", Algemeen Dagblad, 22 juni 2022.
4. ↑  Pedofielen richten politieke partij op, de Volkskrant, 30 mei 2006
5. ↑  Pedopartij ontbonden - Nu.nl
6. ↑  Website van de PNVD
7. ↑  PNVD partijprogramma 2020-2021, PNVD.nl, 7 augustus 2020
8. ↑  PNVD heropgericht door pedofreaks, GeenStijl.nl, 12 augustus 2020
9. ↑  "Pedofielen richten politieke partij op", NU.nl, 30 mei 2006. Gearchiveerd op 26 oktober 2006. Geraadpleegd op 24 april 2023.
10. ↑  "Nijmeegse universiteit verwijdert pedofiele student", NU.nl, 16 juni 2006. Gearchiveerd op 9 oktober 2020. Geraadpleegd op 24 april 2023.
11. ↑  "Lagere straf oud-voorzitter pedovereniging Martijn", NU.nl, 2 oktober 2013. Gearchiveerd op 6 november 2013. Geraadpleegd op 24 april 2023.
12. ↑  "Voorzitter pedovereniging Martijn afgezet", MSN Nieuws, 21 december 2011. Gearchiveerd op 28 april 2017. Geraadpleegd op 24 april 2023.
13. ↑  Rechtspraak over partijnaam NVD, Rechtspraak.nl, 9 juni 2006
14. ↑  Rechtbank 's-Gravenhage 17 juli 2006, ECLI:NL:RBSGR:2006:AY4017 (KG 06/695). "Kort geding dat de Stichting Soelaas en drie individuen die de actiegroep Basis Recht op Veilig Onderwijs vormen, hebben aangespannen tegen de PNVD (Partij voor Naastenliefde, Vrijheid & Diversiteit) en haar bestuur. Eiseressen vorderden onder meer om iedere oprichtingshandeling van de PNVD tot aan de verkiezingen in 2011 te verbieden en iedere oprichtingshandeling die al is geschied te vernietigen. De voorzieningenrechter heeft alle eiseressen in dit kort geding niet-ontvankelijk verklaard."
15. ↑  "PvdA wil alsnog verbod pedopartij", NU.nl, 24 juli 2006. Gearchiveerd op 14 maart 2007. Geraadpleegd op 24 april 2023.